# Jankovich-kastély (Daruvár)
A daruvári Jankovich-kastély egy barokk főúri kastély Horvátországban, Daruvár városában.

## Fekvése
Daruvár központjának északi részén, egy nagyméretű park közepén található.

## Története
Gróf Jankovich Antal 1745-ben vásárolta meg a podborjei uradalmat Szirccsel és Pakráccal együtt. Ő változtatta meg a település nevét Daruvárra, de a helyi lakosság körében a régi horvát név is használatban maradt egészen a 20. század közepéig. A település további fejlődése a Jankovichoknak köszönhető. 1771-ben kezdett a család a nagyméretű kastély építésébe, később ekörül alakult ki a város központja. Horvátországi, csehországi és magyarországi birtokaikról az itteni földek megműveléséhez földműveseket telepítettek, de jöttek főként Németországból kézművesek, kereskedők is. Jankovich Gyula gróf bőkezű mecénása volt az illír mozgalomnak és számos horvát intézményt alapított. Támogatta a Horvát Tudományos Akadémiát, a Nemzeti Múzeumot, több humanitárius és művelődési alapítványt hozott létre, de támogatta a vármegye oktatását és egészségügyét is. A 19. század második felében a kastélyt Lechner Magdolnának adták el, majd tőle Tüköry Antal örökölte, aki a birtokot a második világháború végéig megtartotta. Közben 1919-ben Daruvár megvásárolta a kastélyt a Horvát Mezőgazdasági Banktól, majd felújította és 2004-ig iskolaként használták.

## Mai állapota
A barokk Jankovich-kastélyt 1771 és 1777 között építette gróf Jankovics Antal. A bécsi építész tervei szerint épített 60 szobás épület ma is a város egyik fő nevezetessége. A kastéllyal párhuzamosan került kialakításra az azt övező szép park is. U-alaprajzú emeletes épület, szélessége 57, hosszúsága 38 méter, a két szimmetrikus oldalszárny négyszög alakú belső udvart zár közre. A főhomlokzat délre néz. Központi helyisége az emeleti nagyszalon, melyről a főhomlokzat oldalán nagyméretű terasz nyílik. A kastélyt 1868 és 1870 között Koenig bécsi építész tervei szerint bővítették. Ekkor teljesen új berendezést is kapott. Sajnos mára ez a berendezés nem maradt fenn, csak az 1896-ban készített fényképekről alkothatunk képet róla. A kastély déli bejárata előtt két páfrányfenyő áll. Közülük az egyik példány terebélyes lombkoronájával, hét méter vastag törzsével védett botanikai ritkaság. Az ország legnagyobb és legrégibb ilyen példánya, de Európában is a második helyet foglalja el. A kastély földszintjén ma borszalon, valamint Jankovichokról szóló kiállítás található. Az első emeleten található a gróf szobája, a zsidó kultúra és hagyományok szobája, a Honvédő háború Daruváron című állandó kiállítás, valamint a Daruvár a második világháborúban kiállítás.

## Galéria
- A kastély
- A főhomlokzat 1895 és1899 között
- A nagyszalon 1895 és1899 között
- A park részlete 1895 és1899 között
- A kastély fürdőháza 1895 és1899 között